# Ptilope des Mariannes
Ptilinopus roseicapilla
Espèce
Statut de conservation UICN

 NT A3cde; B1ab(iii,v) : Quasi menacé
Le Ptilope des Mariannes (Ptilinopus roseicapilla) est une espèce d’oiseaux appartenant à la famille des Columbidae.

## Répartition et habitat
Jadis également présent à Guam, son aire est aujourd'hui restreinte aux îles Mariannes du Nord (États-Unis).
Elle vit dans la forêt tropicale humide de basse altitude avec un sol calcaire.

## Alimentation
Il se nourrit des fruits de figuiers, de Premna obtusifolia ainsi que de l'espèce introduite Momordica charantia. 